# Manon Hubert
Marianne Hubert, également connue sous pseudonyme de Manon Hubert, née le 25 octobre 1940 à Sion en Suisse, est une écrivaine suisse qui réside au Canada.

## Biographie
Elle est mère au foyer de quatre enfants quand son mari l'abandonne, à 35 ans. Elle parvient à sortir de la dépression grâce à l'écriture. Elle publie dès lors de très nombreux ouvrages.

## Ouvrages publiés
- La Mariée en noir, 1975.
- Ballades d'aujourd'hui sur un air de jadis (poésie), 1980.
- D'éphémères et de vent (poèmes pour adultes), 1981.
- Poèmes-objets, 1983.
- Voyages impromptus (cinq nouvelles et trois contes de Noël), 1984.
- L'Arbre foudroyé ou les Aubes douces-amères (roman), 1986.